# Anderson, Alabama
Anderson är en ort i Lauderdale County i delstaten Alabama, USA.